# ルーシャス・オブライエン (第13代インチクィン男爵)

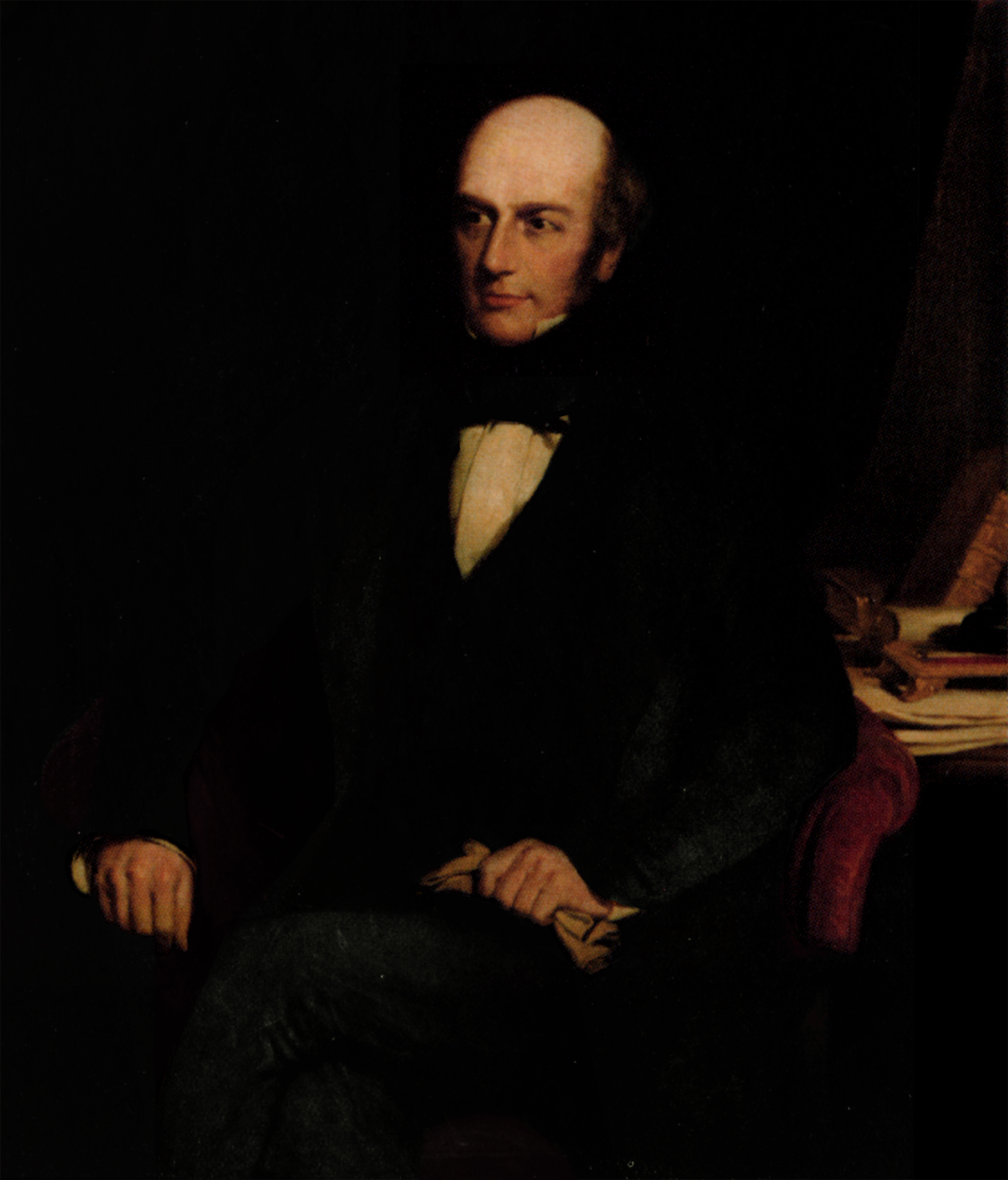
スティーブン・カターソン・スミスによる肖像画、1840年ごろ。

第13代インチクィン男爵ルーシャス・オブライエン（英語: Lucius O'Brien, 13th Baron Inchiquin、1800年12月5日 – 1872年3月22日）は、イギリスの貴族、政治家。トーリー党、のち保守党に属し、庶民院議員（在任：1826年 – 1830年、1847年 – 1852年）、アイルランド貴族代表議員（在任：1863年 – 1872年）を歴任した。1度目の議員期ではカトリック解放を支持、2度目の議員期では救貧法改正を推進した、開明的な地主として知られる。

## 生涯

### 生い立ち
第4代準男爵サー・エドワード・オブライエンと妻シャーロット（Charlotte、旧姓スミス（Smith）、1856年9月28日没、ウィリアム・スミスの娘）の長男として、1800年12月5日にクレア県ドロモランドで生まれた。1813年よりハーロー校で教育を受けた後、1819年3月27日にケンブリッジ大学トリニティ・カレッジに入学した。
1819年5月18日にクレア選挙区選出の庶民院議員だった父に連れられて庶民院を訪れたとき、弁論を聴いて喜び、1821年夏に父とともにスコットランドを訪れたときも父から聡明だと賞賛された。1820年イギリス総選挙で父が再選したことは『英国議会史』が「息子が成人するまでのつなぎ」として議席を保持したと形容した。ウィリアム・ウィルバーフォースが1822年10月にオブライエンの議会入りが大衆にとっての祝福となると述べたように、オブライエンは同時代の人物に期待されたが、成人とともに議員に就任することはなく、次の解散総選挙を待つよう言われた。ケンブリッジ大学では1825年にB.A.の学位を、1828年にM.A.の学位を修得した。1835年、ダブリン大学トリニティ・カレッジにも入学した。

### 1度目の議員期
1826年イギリス総選挙に先立つクレア選挙区での選挙活動ではジョン・オームズビー・ヴァンデリアが1826年春まで立候補に前向きだったが、病気と自身が政府から受け取っていた年金を理由に立候補を諦め、ヴァンデリアの代わりに初代準男爵サー・オーガスティン・フィッツジェラルドを立候補させる動きも実現しなかった。同年夏に有力者の初代カニンガム侯爵ヘンリー・カニンガムの三男アルバート・デニソン・カニンガム卿の立候補が噂されたが、最終的には立候補を辞退した。このようにうわさが飛び交う中、オブライエンは1826年5月とともにクレア県に戻り、父と同じく親カトリックの立場であると表明した。結局オブライエンの父が恐れていた選挙戦は起きず、オブライエンは無投票で当選した。
1827年1月より登院したオブライエンは公約通りカトリック解放に賛成（1827年3月）、審査法廃止に賛成（1828年2月）した。1828年3月にプロテスタントの1人としてカトリック解放への支持宣言に署名、1829年1月にはダブリンでカトリック支持集会に出席、1829年3月に1829年ローマ・カトリック信徒救済法（最終的に成立したカトリック解放法案）に賛成票を投じた。カトリック関連以外ではクラレンス公ウィリアムへの年金法案に賛成（1827年3月）、ユダヤ人解放に賛成（1830年5月）、通貨偽造罪の死刑廃止に反対（1830年6月）、選挙法改正をめぐりバーミンガム、リーズ、マンチェスター選挙区の設立に反対（1830年2月）した。
しかし、カトリック解放直前の1829年5月にダニエル・オコンネルの議員就任をめぐる採決で公約を違えて欠席したことが失点になり、オコンネルが宣誓を拒否して同年7月に再選挙が行われたときにオコンネルから「クレア県のために何もしていない」と批判された。1830年イギリス総選挙ではオブライエンがトーリー党候補として再選を目指し、ジェームズ・パトリック・マオンとウィリアム・ニュージェント・マクナマラが減税、選挙法改正、アイルランドへの救貧法導入を公約して立候補した。このうち、オブライエンは政府の支持を受けた与党候補で、マオンとマクナマラは野党候補だった。オコンネルも一時は再選を目指したが、先の補欠選挙でマクナマラから支持を受ける代償として次の総選挙で議席をマクナマラに譲ると約束している上、マクナマラと争った結果がトーリー党のオブライエンとウィリアム・ヴィージー＝フィッツジェラルドの当選という危険もあった。オコンネルはなおも立候補を堅持しようとしたが、マクナマラが約束を公開すると脅すと、やむなくほかの選挙区に移った。
投票自体はオブライエンが終始劣勢であり、マクナマラ664票、マオン571票、オブライエン399票という結果になったが、暴力による脅しと金銭支払いの証拠が多数あったため、選挙申立が成功し、1831年3月にマオンの当選無効が宣告された。同3月に行われた補欠選挙ではオブライエンの代わりに父が立候補し、マオンが立候補を禁じられたため代わりにオコンネルの息子モーリス・オコンネルが立候補した。立候補にあたり、オブライエンの父はグレイ伯爵内閣の第1回選挙法改正への支持を表明したが、オコンネルは選挙法改正、合同法廃止を公約、さらに大衆に嫌われていたアイルランド関連法律の廃止も公約し、結果はオコンネル325票、オブライエン177票でオコンネルが当選した。

### 2度目の議員期
1830年の落選の後、オブライエンは1831年イギリス総選挙と1832年イギリス総選挙に立候補せず、1835年イギリス総選挙では落選した。1835年から1836年までクレア県長官を務めた。1837年3月13日に父が死去すると、準男爵位を継承した。
1843年5月にクレア統監に任命され、1872年に死去するまで務めた。1845年に勃発したジャガイモ飢饉では大打撃を受けて、1848年時点の地租収入が13,390ポンドに下がった。オブライエンは借地人に同情的な地主として救援に尽力、借地人の暮らし改善の一環として領地での支出を増やした一方、1847年イギリス総選挙で保護主義者（穀物法廃止の反対者）としてクレア選挙区から出馬して当選、庶民院で救貧法改革を推進、アイルランド貧民の窮状を訴えた。その後、オブライエンは1852年イギリス総選挙まで議員を務めた。

### 爵位継承以降
1855年7月3日に遠戚にあたる第3代トモンド侯爵ジェームズ・マクエドワード・オブライエンが死去すると、インチクィン男爵位を継承、1862年4月11日に貴族院特権委員会に承認された。同年9月12日に弟や妹たちが男爵の子女としての称号や儀礼席次での順位を与えられた。1863年10月20日にアイルランド貴族代表議員に当選、1872年に死去するまで務めた。
1872年3月22日にドロモランドで死去、長男エドワード・ドノーが爵位を継承した。

## 著作
- O'Brien, Sir Lucius (1848). Ireland in 1848, the late famine and the poor laws (英語). London.

## 家族
1837年2月21日、メアリー・フィッツジェラルド（Mary Fitzgerald、1818年 – 1852年5月26日、ウィリアム・フィッツジェラルドの長女）と結婚、1男5女をもうけた。
- ジュリアナ・セシリア（1838年3月5日[11] – 1925年8月26日） - 1858年7月20日、ウィリアム・エドワード・アームストロング・マクドネル（William Edward Armstrong MacDonnell、1883年11月14日没）と結婚、子供あり[12]
- エドワード・ドノー（1839年5月14日 – 1900年4月9日） - 第14代インチクィン男爵[1]
- シャーロット・アン（1840年12月28日[11] – 1918年1月31日） - 1866年5月23日、ジョージ・ストップフォード・ラム（George Stopford Ram、1889年11月19日没）と結婚、子供あり[12]
- メアリー・グレース（1842年8月9日[11] – 1912年6月28日） - 1874年4月23日、アベル・ジョン・ラム（Abel John Ram、1920年8月8日没）と結婚、子供あり[12]
- エレン・ジェラルディン（1844年3月6日 – 1860年4月13日[11]）
- オーガスタ・ルイーザ・ジェーン（1848年4月25日 – 1861年1月15日[11]）

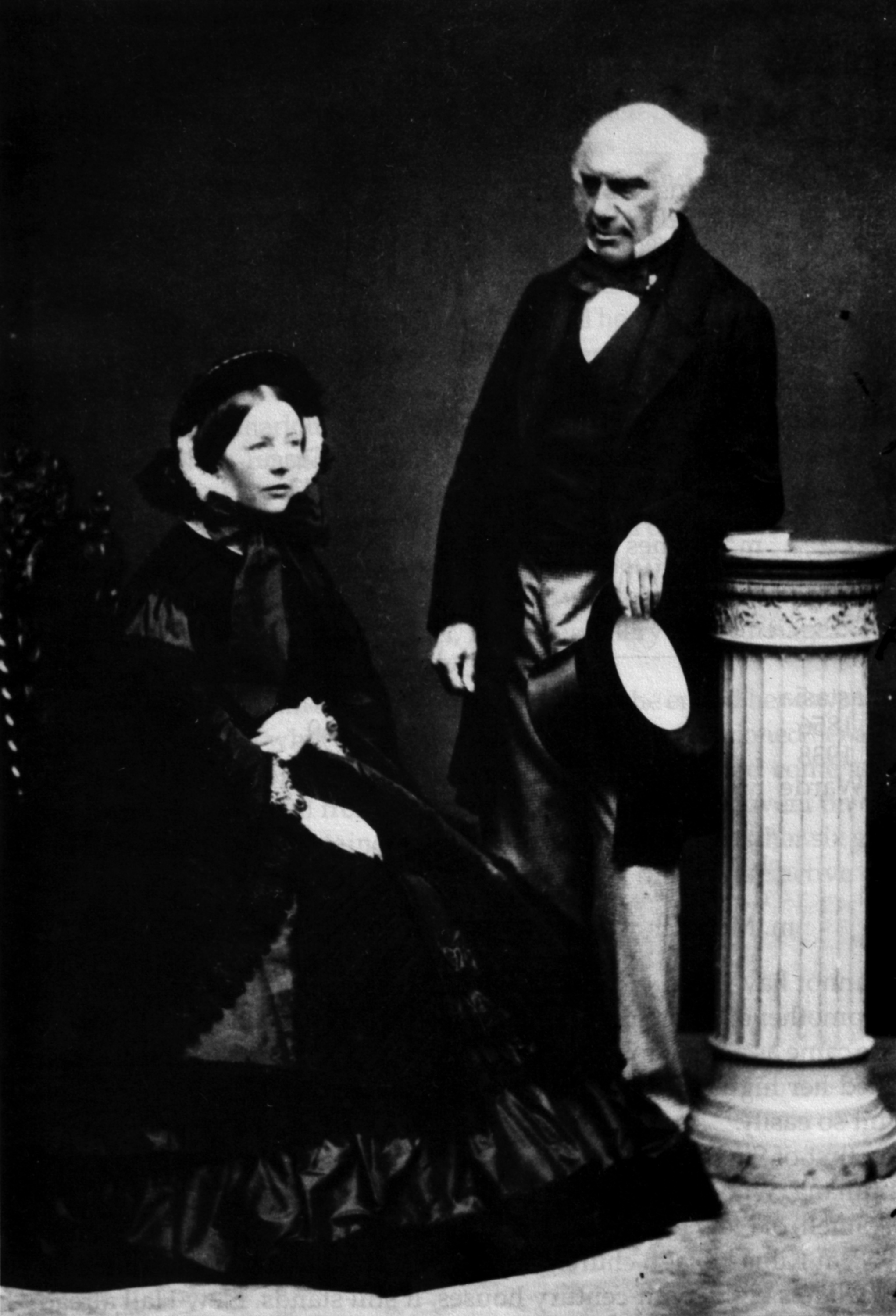
インチクィン男爵と男爵夫人ルイーザ、1860年ごろ撮影。

1854年10月25日、ルイーザ・フィヌケーン（Louisa Finucane、1822年ごろ – 1904年2月13日、ジェームズ・フィヌケーンの娘）と再婚、2男5女をもうけた。
- アナスタシア・キャスリーン・ルシア（Anastasia Kathleen Lucia、1856年1月20日[11] – 1938年4月1日） - 1879年10月23日、チャールズ・アーサー・マダン・ウォード（Charles Arthur Madan Warde、1912年4月21日没）と結婚、子供あり[12]
- ルーシャス・マーロウ（1857年8月2日 – 1939年2月16日） - 1907年9月19日、ローズ・エリザベス・マクニール（Rose Elizabeth MacNeill、1926年7月30日没、ジェームズ・グラハム・ロバート・ダグラス・マクニールの未亡人、トマス・サマーズの娘）と結婚、子供なし[12]
- ノーラ・ルイーザ・ジェーン（1859年5月13日[11] – 1927年6月26日） - 1895年7月17日、リチャード・ヒューゴ・ダグラス（Richard Hugo Douglass、1939年3月28日没）と結婚、子供あり[12]
- ブランシュ・ルイーザ（1860年7月12日[11] – 1945年1月19日） - 1896年7月23日、パジェット・ランバート・ベイリー（Paget Lambart Bayly、1928年8月1日没）と結婚[12]
- アリシア・アマベル（1860年7月12日[11] – 1939年7月28日） - 生涯未婚[12]
- ウィリアム・ヘンリー・アーネスト・ロバート・ターロウ（William Henry Ernest Robert Turlough、1863年4月20日 – 1943年11月7日） - 1901年6月1日、ヘンリエッタ・エスネ・ブラウン（Henrietta Ethne Browne、1950年12月18日没、ジョージ・R・ブラウンの娘）と結婚、子供あり[12]
- ルイーザ・アン・マリア（1863年4月20日 – 1940年1月28日） - 生涯未婚[12]